# Maromokotro
Maromokotro is de hoogste berg van Madagaskar. De berg, met een hoogte van 2.876 meter, bevindt zich in het Tsaratananamassief in het Noordelijk Hoogland in het noorden van het eiland.